# Војислав Томић
Војислав Н. Томић (Крагујевац, 24. октобар 1878 — Београд, 10. новембар 1937) био је српски и југословенски пешадијски и жандармеријски официр, армијски генерал Југословенске војске, учесник Балканских ратова, Првог светског рата, носилац Карађорђеве звезде, Ордена белог орла и Албанске споменице.

## Биографија
Рођен је 24. октобар 1878. године у Крагујевцу, као син трговца Николе Томића и Симке Туцаковић. Завршио је Војну академију у Београду са чином пешадијског потпоручника 2. августа 1898. године, као 19. у класи. Као узоран и дисциплинован официр, од јануара до септембра 1907. године је био на дужности ордонанса краља Петра I Карађорђевића.
У Балканским ратовима је командовао батаљоном 12. пешадијског пука, а потом је био командант Првог комбинованог одреда на простору јадранске обале према Драчу. Своју јединицу предводио је и у Кумановској бици. Први светски рат га је затекао на истој дужности, а касније прелази за команданта 11. пешадијског пука и то остаје до 1. априла 1919. године. Био је највиши заповедник током битке на Врбовачкој коси 1915. године. Говорило се да за време постојања Солунског фронта никада није отишао до града, већ је све време био са војском на фронту. Учествовао је у ослобођењу Криве Паланке, Куманова, Скопља, Качаника, Урошевца, Липљана, Приштине, Вучитрна, Косовске Митровице, Рашке, Краљева, Чачка и Крагујевца.
У септембру 1923. године, именован је за команданта Жандармерије. Командант града Београда је постао 1929. године, а 17. децембра 1930. године је унапређен у чин армијског генерала. Једно време је његов ађутант био Миодраг Палошевић. Генерал Томић је 25. септембра 1931. године дочекао америчког генерала Дагласа Макартура приликом његове посете Београду.
На позицији команданта града Београда се налазио када га је краљ Александар I Карађорђевић у свом тестаменту 1934. године именовао за заменика кнеза Павла Карађорђевића на месту намесника.
Извршио је самоубиство 10. новембра 1937. године. Иза њега су остали супруга Ружа и двоје деце. Био је носилац четири Карађорђеве звезде.

## Чинови
- потпоручник, 2. август 1898.
- армијски генерал, 17. децембра 1930.

## Одликовања
- Орден Карађорђеве звезде I реда
- Орден Карађорђеве звезде II реда
- Орден Карађорђеве звезде III реда
- Орден Карађорђеве звезде IV реда
- Орден белог орла III реда
- Орден белог орла IV реда
- Споменица Освећено Косово
- Споменица на рат 1913. године
- Споменица за рат ослобођења и уједињења 1914—1918. године
- Албанска споменица